# Reichsverwaltungsschule
Reichsverwaltungsschulen waren Bildungseinrichtungen des Reichsinnenministeriums im Zeitraum 1941–1945.

## Gründung
Im Reichsinnenministerium stellte das Reichsprüfungsamt für den höheren und gehobenen Verwaltungsdienst in den 1930er Jahren fest, dass in zunehmendem Maße ein großer Teil der Anwärter für den gehobenen Dienst die Prüfungsanforderungen aus verschiedenen Gründen nicht mehr erfüllte. Gleichzeitig wurden in den 1930er Jahren Reichsfinanzschulen und entsprechende Schulen für andere Verwaltungen (Zoll, Bahn, Heer, Sparkassen u. a.) bereits von anderen Reichsministerien gegründet. Die Erfahrungen aus diesen Bildungseinrichtungen sollten in die neuen Reichsverwaltungsschulen des Reichsinnenministeriums einfließen. Dies begründete deren spätere Errichtung. Sie sollten die aufgetretenen Bildungsmängel ausgleichen und für die Anwärter aus allen „Gauen und Ländern“ gleiches „wertvolles Rüstzeug für die Praxis mitgeben“. Die Reichsverwaltungsschulen sollten damit der „Sicherung der einheitlichen Verwaltungsarbeit dienen“, und zwar in dem Bereich der allgemeinen und inneren Verwaltung.

### Ausbildungsziel
Nach der mehrjährigen Ausbildung wie bisher – praktische Tätigkeit in Verwaltungen und theoretischer Unterricht in Ausbildungsbehörden – sollten die abschließenden mehrmonatigen Lehrgänge für den gehobenen Dienst in den Reichsverwaltungsschulen „einen klaren Überblick über die Aufgaben der allgemeinen und inneren Verwaltung“ geben. Die Abschlussprüfungen nahm eine Kommission ab. das Ziel war eine einheitliche Ausbildung – einheitliche Verwaltungspraxis. Die erste Reichsverwaltungsschule für die allgemeine und innere Verwaltung wurde 1941 in Pirna auf dem Schloss Sonnenstein gegründet.

### Lehrplan/Unterrichtsplan
Zum Lehrplan gehörten kameralistische Buchführung und die Grundzüge der kaufmännischen Buchführung, Kenntnisse im Kassen- und Rechnungswesen, zur Anwendung kommende Gesetze und Verordnungen in der allgemeinen Verwaltung, die Organisation der Verwaltungs- und Unterrichtsbehörden, die Grundzüge der Kulturpflege, der Forstwirtschaft und Sozialpolitik, der Agrar- und Siedlungspolitik, beamtenrechtliche Bestimmungen (z. B. Besoldungs- und Versorgungsvorschriften, Reise- und Umzugskostenbestimmungen), allgemeine Rechtsbegriffe und Rechtsverhältnisse, Kenntnisse des Gebühren-, Haushalts-, Kassen- und Rechnungswesens, das Scheckgesetz, Spar- und Giroverkehr, Münz- und Bankgesetzgebung, Wechselordnung und weiteres Fachwissen.
„Gewicht ist auch auf die Beherrschung der Grundzüge der vaterländischen Geschichte und des nationalsozialistischen Gedankengutes zu legen. Schließlich haben sich die Prüflinge über die Kenntnisse in den Grundzügen des nationalsozialistischen Staatsrechts auszuweisen“. Der Unterricht soll „lebensnah gestaltet“ und durch Besichtigungen von landwirtschaftlichen, industriellen und gewerblichen Betrieben ergänzt werden. Die Lehrgangsdauer soll fünf Monate betragen, in der Kriegszeit drei Monate. Der Unterricht findet vormittags statt. Er ist „im Geiste des Nationalsozialismus zu erteilen“. Der Nachmittag dient der Nacharbeit und dem Sport.

### Erste Reichsverwaltungsschule des Reichsinnenministeriums
In Pirna auf dem Schloss Sonnenstein begann diese erste Reichsverwaltungsschule ihren ersten Lehrgang im Herbst 1941. Die Schüler wohnten im Schulbereich. Bereits nach etwa zwei Jahren musste die Schule kriegsbedingt nach Benneckenstein im Harz in das „Harzhaus“ umziehen. Die freiwerdenden Räume im Schloss Sonnenstein wurden von Teilen des aus Berlin ausgelagerten Reichsinnenministeriums belegt.
Es kam kriegsbedingt nicht zur geplanten Errichtung weiterer Reichsverwaltungsschulen des Innenministeriums. In Vorbereitung war zum Beispiel eine Schule in Lahr im Schwarzwald. Die Reichsverwaltungsschulen der verschiedenen Ministerien stellten ihren Lehrbetrieb in den ersten Monaten des Jahres 1945 ein. Der letzte Lehrgang in Benneckenstein endete im Februar 1945.